# Elecciones generales de Namibia de 2004
Las cuartas elecciones generales de Namibia se celebraron entre el 15 y 16 de noviembre de 2004 para escoger a un Presidente y a los miembros de la Asamblea Nacional. Sam Nujoma, Presidente desde la independencia, no se presentó a la reelección, dejando la candidatura de su partido, la Organización Popular de África del Sudoeste (SWAPO) a Hifikepunye Pohamba. Con una participación del 85%, Pohamba obtuvo el 76% de los votos, mientras que la SWAPO mantuvo 55 escaños del parlamento (la misma cantidad que en la elección anterior). La transición presidencial, primera de la historia de Namibia, se produjo el 21 de marzo de 2005 en el Independence Stadium.

## Resultados

### Presidenciales
| Candidato                 | Partido                                        | Votos   | %     |
| ------------------------- | ---------------------------------------------- | ------- | ----- |
| Hifikepunye Lucas Pohamba | Organización Popular de África del Sudoeste    | 625,605 | 76.44 |
| Ben Ulenga                | Congreso de Demócratas                         | 59,547  | 7.28  |
| Katuutire Kaura           | Alianza Democrática de Turnhalle               | 41,905  | 5.12  |
| Kuaima Riruako            | Organización Nacional de la Unidad Democrática | 34,616  | 4.23  |
| Justus ǁGaroëb            | Frente Democrático Unido                       | 31,354  | 3.83  |
| Henk Mudge                | Partido Republicano                            | 15,955  | 1.95  |
| Kosie Pretorius           | Grupo de Acción Monitora                       | 9.378   | 1.12  |
| Total                     | Total                                          | 818.360 | 100   |
| Fuente:                   |                                                |         |       |

### Legislativas
| Partidos                                       | Votos   | %     | Escaños |
| ---------------------------------------------- | ------- | ----- | ------- |
| Organización Popular de África del Sudoeste    | 620,609 | 76.11 | 55      |
| Congreso de Demócratas                         | 59,464  | 7.29  | 5       |
| Alianza Democrática de Turnhalle               | 42,070  | 5.11  | 4       |
| Organización Nacional de la Unidad Democrática | 34,814  | 4.15  | 3       |
| Frente Democrático Unido                       | 29,336  | 3.60  | 3       |
| Partido Republicano                            | 16,187  | 1.96  | 1       |
| Grupo de Acción Monitora                       | 6,950   | 0.85  | 1       |
| Movimiento Namibio para el Cambio Democrático  | 4,830   | 0.51  | 0       |
| Unión Nacional Africana del Suroeste           | 3,610   | 0.42  | 0       |
| Miembros designados                            | -       | -     | 6       |
| Total                                          | 817 420 | 100   | 78      |
| Fuente:                                        |         |       |         |